# Куюктамак
Куюктамак, Куюк-Тамак (баш. Көйөктамаҡ) — деревня в Туймазинском районе Республики Башкортостан Российской Федерации. Входит в состав Верхнебишиндинского сельсовета. 

## География

### Географическое положение
Расстояние до:
- районного центра (Туймазы): 24 км,
- центра сельсовета (Верхние Бишинды): 7 км,
- ближайшей ж/д станции (Туймазы): 24 км.

## История
Название происходит от названия речки Көйәк и термина тамаҡ ‘устье’

### Название
Куюктамак происходит с чувашского языка от слияния двух слов Куюк (чув.Кайӑк) - Птица и чув. Тамак - Устье (оврага, реки и т.п.) буквально означает "Птичье устье".

## Население
| 2002 | 2009 | 2010 |
| ---- | ---- | ---- |
| 51   | ↗57  | ↘42  |

Национальный состав
Согласно переписи 2002 года, преобладающая национальность — башкиры (69 %).